# Balaghat
Balaghat (en hindi: बालाघाट ) es una localidad de la India, centro administrativo del distrito de Balaghat en el estado de Madhya Pradesh.

## Geografía
Se encuentra a una altitud de 315 m s. n. m. a 476 km de la capital estatal, Bhopal, en la zona horaria UTC +5:30.

## Demografía
Según estimación 2010 contaba con una población de 86 732 habitantes.